# Kirovsky (huyện của Leningrad)
Huyện Kirovsky (tiếng Nga: ? райо́н) là một huyện hành chính tự quản (raion), của Tỉnh Leningrad, Nga. Huyện có diện tích 2604 kilômét vuông, dân số thời điểm ngày 1 tháng 1 năm 2000 là 61300 người. Trung tâm của huyện đóng ở Kirovsk.